# Die Flamme
Die Flamme (titolo italianizzato La fiamma dell'amore) è un film muto del 1923 diretto da Ernst Lubitsch. È l'ultimo film che il regista berlinese girò in Germania con Pola Negri, una delle sue attrici preferite. I due lasceranno l'Europa per recarsi, ognuno per conto proprio, a Hollywood, dove gireranno ancora un'ultima pellicola insieme, La zarina, del 1924.
Il protagonista maschile era Hermann Thimig, un attore che aveva già lavorato con Lubitsch in La bambola di carne e Lo scoiattolo.

## Trama
Un giovane compositore abbandona la casa dove vive con la madre, una donna rigorosa e severa, per andar dietro a Yvette, una cocotte. Il giovane, però, non riesce a superare le inibizioni della sua educazione. Quella che lui immaginava una piacevole avventura diventa, a poco a poco, un'esperienza penosa. Scopre che la donna che ha sposato è una prostituta e tutto il mondo gli cade addosso. Così, la lascia e torna a cercare rifugio tra le braccia della madre. Yvette scopre troppo tardi che era lui l'uomo della sua vita e, disperata, si suicida, gettandosi dalla finestra.

## Produzione
Il film fu prodotto dalla Projektions-AG Union (PAGU). Il film "ha già un parziale finanziamento della Paramount. Questa storia, insolitamente cupa, di una mondana che conosce troppo tardi il Vero Amore, è girata in Germania, ma ambientata in una Parigi fine Ottocento, tutta luci a gas e tavolini da caffè, vagamente alla Cézanne".

## Distribuzione
Il film fu presentato nel gennaio 1923 in Austria. In Germania, uscì in prima l'11 settembre 1923 a Berlino, all'UFA Palast am Zoo. Distribuito dalla Paramount Pictures, uscì negli USA il 1º luglio 1924 con le ultime scene rifatte, in modo da eliminare il tragico finale che aveva nella versione distribuita in Europa.
Nel 2006, il Filmmuseum di Monaco ne ha presentato - restaurata con i frammenti rimasti del film - una versione della durata di 43 minuti.